# C.F. Ramuz
Charles Ferdinand Ramus (Lausanne, 24. studenog 1878. – Pully, 23. svibnja 1947.) bio je švicarski pisac francuskog govornog područja. Poznat je po svoja dvadeset i dva romana i oko sto devedeset pripovijetki., ali je također pisao i pjesme te eseje. Sudjelovao je u kulturnom životu kantona Vaud te je učvrstio svoju poziciju važnog pisca svoje generacije nakon što je napisao manifest (Raison d'être ) časopisa Cahiers vaudois.

## Biografija
Ramuz je rođen u Lausanneu kao treći sin trgovca Emilea Ramuza. Nakon diplome iz klasične književnosti te vojne službe, preselio se u Pariz, ali je nastavio sudjelovati u književnom životu romanske Švicarske. Svoj prvi roman Aline je napisao 1905., a roman Circonstances de la vie je bio predložen za nagradu Goncourt 1907. koju ipak nije dobio.
Život u Parizu je obilježen i brakom sa slikaricom Cécile Cellier s kojom je dobio jedinu kćer, Marianne. Tamo se i povezao s pariškim slikarima i pjesnicima te je upoznao Igora Stravinskog.
Njegova najranija djela tematiziraju jednostavne ljude neostvarenih želja i nadanja. Radi se o pjesničkoj zbirci Le petit village, o prvom romanu Aline te romanima Les circonstances de la vie (1907), Aimé Pache, peintre vaudois (1911) i Vie de Samuel Belet (1913).
U Švicarsku se vratio 1914., gdje je napisao manifest Raison d'ȇtre za književni časopis Cahiers vaudois kojeg su pokrenuli Edmond Gilliard i Paul Budry. Godine 1918. je napisao tekst za Priču o vojniku (l'Histoire de soldat), glazbeno-scenska izvedba Igora Stravinskog.
Godine 1924. je potpisao ugovor s izdavačkom kućom Grasset koja je objavila većinu njegovih knjiga.
„To je razdoblje velikih romana: La grande peur dans la montagne (1926), La beauté sur la terre (1927), Adam et Eve (1932), Farinet (1932), Derborence (1934), Le garçon savoyard (1936), Si le soleil ne revenait pas (1937). 1930-ih godina su njegovi eseji Taille de l'Homme (1933), Questions
(1935), Besoin de grandeur (1937), koji su obilježili uspjeh njegovih političkih, moralnih i estetskih razmišljanja.“ 
Godine 1936., Ramuz je primio najviše odlikovanje švicarske književnosti, Schillerovu nagradu. Snimljeno je nekoliko filmova prema njegovim djelima ( Le Rѐgne de l'esprit malin Maxa Hauflerena 1938., La Grande Peur dans la Montagne Pierrea Cardinala 1966., Derborence Francisa Reussera 1984. ...)
Godine 1940. su izdana Œuvres complètes de Ramuz u izdavačkoj kući Mermod.
Umro je 23. svibnja 1947. u Pullyu, u blizini Lausanne.

## Stilska i tematska obilježja
Forma izraza je Ramuzu bila važnija od sadržaja. Zbog toga mu je njegov stil uzrokovao neprijateljstvo puritanaca i većeg dijela švicarske i francuske publike. U svojim romanima opisuje moćne ljudske karaktere i realistične opise krajolika koji služe kao okvir za objašnjavanje ljudskih bića i njihovih sudbina. Dok je jezero okvir radnje u La Beauté sur la terre (1927) i Le Garçon savoyard (1936), u La Grande peur dans la montagne (1926), Derborence (1934) i Si le soleil ne revenait pas (1937) to je planina. Ali, u centru interesa je uvijek čovjek i njegova borba.
Ramuz je jedan od najoriginalnijih autora 20. stoljeća:
„Prethodnik Célinea i Queneaua, jednako odlučan kao Péguy i Claudel u namjeri da nametne svoj jezik, Ramuz je oslobodio jezik romana klasičnih i akademskih konvencija. Iako za okvir imaju skoro isključivo ruralni svijet romanske Švicarske, njegovi se zapleti na svojstven način bave pitanjima njegovog stoljeća, kao i našeg: žalost zajedničkih vrijednosti, iščekivanje pojedinca, nemogućnost uspostave odnosa, obmane žudnje. S druge strane ove izvrnute tame, Ramuzovo djelo je također potraga za ljepotom i tvrdoglavo istraživanje sporazuma između čovjeka i prirode, koje možda teži lirskom pozdravu svijeta.“9

## Jezik
Originalnost Ramuzova djela se također odražava u njegovom „novom“ jeziku kojim se želio približiti govoru puka. Objasnio je razliku između „dobrog“ francuskog, koji se uči u školama romanske Švicarske, i francuskog punog pogrešaka koji se javlja u govornom jeziku, kojeg je i odabrao koristiti u svojim djelima (u Lettre à Bernard Grasset, 1928. I u Paris, notes d'un Vaudois )

## La Fondation C.F. Ramuz
Fondacija C. F. Ramuz je udruga osnovana 1950. " čiji je cilj očuvati književno stvaralaštvo C.F. Ramuza, osigurati naknadno izdavanje njegovih djela, proširiti svojim djelovanjem književne i umjetničke odnose između kantona Vaud i ostalih zemalja, opravdati naš "razlog postojanja". 10